# Alins
Alins település Spanyolországban, Katalóniában, Lleida tartományban. Alins Esterri de Cardós, Lladorre, Tírvia, Vall de Cardós, Les Valls de Valira, Farrera, Auzat és La Massana közösség községekkel határos. Lakosainak száma 275 fő (2024).

## Fekvése
Franciaországgal és Andorrával határos.

## Leírása
A comarca északi részén a Noguera de Vallferrara és a Tor folyók völgyeit fedi le. A Pica d'Estats (3142 m, Katalónia legmagasabb pontja) a Montcalm-hegység része a település és a franciaországi Ariège határán. A települést helyi út köti össze az L-504-es úttal.

## Népesség
A település lakosságának változását az alábbi diagram mutatja:
| Lakosok száma | 580  | 844  | 743  | 567  | 294  | 256  | 297  | 286  | 276  | 275  |
|               | 1717 | 1887 | 1936 | 1960 | 1986 | 2004 | 2009 | 2014 | 2019 | 2024 |